# Umag Trophy Ladies
L'Umag Trophy Ladies è una corsa in linea femminile di ciclismo su strada che si svolge a Umago, in Croazia, ogni anno tra la fine di febbraio e l'inizio di marzo, nello stesso giorno dell'Umag Trophy maschile. Creato nel 2023, è stato subito inserito nel Calendario internazionale femminile UCI nella classe 1.2.

## Albo d'oro
Aggiornato al 2023
| Anno | Vincitore       | Secondo             | Terzo       |
| ---- | --------------- | ------------------- | ----------- |
| 2023 | Alessia Vigilia | Anastasia Carbonari | Urša Pintar |